# Tourville-sur-Pont-Audemer
Tourville-sur-Pont-Audemer é uma comuna francesa na região administrativa da Normandia, no departamento de Eure. Estende-se por uma área de 10,78 km². Em 2010 a comuna tinha 891 habitantes (densidade: 82,7 hab./km²).